# 유암초등학교
유암초등학교는 대한민국 경기도 포천시에 있는 공립 초등학교이다.

## 학교 연혁
- 1971년 4월 18일: 청성국민학교 유교분실 개교

## 참고 자료
- 유암초등학교 - 한국교육학술정보원 학교알리미